# Великий мишачий детектив
Великий мишачий детектив (англ. The Great Mouse Detective) — американський повнометражний анімаційний фільм 1986 року за мотивами серії повістей дитячої письменниці Ів Тітус «Бейсіл з Бейкер-стріт», які виходили з 1958 по 1984 рік.

## Сюжет
Лондон, 1897 рік. Дівчинка-мишка на ім'я Олівія святкує свій день народження разом з батьком, містером Флавішем, який працює ляльковим майстром. Але тут його несподівано викрадає кульгаючи кажан на ім'я Фіджет. В цей же час в Лондон прибуває миша-військовий лікар у відставці Девід Доусон, який приїхав до столиці після тривалої служби в Афганістані. Відразу ж після прибуття він зустрічає юну Олівію, в розпачі намагається знайти Бейсіла з Бейкер-стріт, що славиться як найкращий детектив мишачого царства. Доктор Доусон і Олівія направляються до нього, і з'ясовується, що він живе в будинку Шерлока Холмса, багато в чому повторюючи манери свого іменитого колеги. Дівчинка просить Безіла допомогти їй знайти батька. При найближчому розгляді справи виявляється, що викрадач — геній злочинного світу, щур Ратіган. Слідом Бейсіл, доктор Доусон і Олівія відправляються верхи на собаці, Тобі, в магазин іграшок, де і знаходять перші докази. В ході розслідування Олівію викрадає Фіджет і забирає в лігво Ратігана. Після проведеного хімічного експерименту Бейсіл і Доусон знаходять Олівію, тим самим потрапляючи в пастку лиходія і розкриваючи його задум: захопити владу в мишачому царстві, убивши королеву.

## Український дубляж
- Олесь Гімбаржевський — Бейсіл
- Михайло Кукуюк — Професор Ратіган
- Максим Кондратюк — Доктор Доусон
- Софія Олещенко — Олівія Флавішем
- Павло Скороходько — Фіджет
- Олександр Завальський — Хірам Флавішем
- Наталя Задніпровська — Мишторія\Робот Мишторії
- Людмила Суслова — Джадсон
- Дмитро Бузинський — Бартолом'ю
- Ольга Лукачова — Співачка

Фільм дубльовано студією «Le Doyen» на замовлення «Disney Character Voices International» у 2017 році.
- Режисер дубляжу — Павло Скороходько
- Перекладач тексту та пісень — Павло Голов
- Музичний керівник — Тетяна Піроженко
- Звукорежисери — Всеволод Солнцев, Михайло Угрин
- Творчий консультант — Рішард Кунце
- Диктор — Михайло Войчук